# غوردون بارسونز (مغني)
غوردون بارسونز (بالإنجليزية: Gordon Parsons)‏ هو مغني وكاتب أغاني أسترالي، ولد في 24 ديسمبر 1926 في بادينغتون ‏ في أستراليا، وتوفي في 17 أغسطس 1990.

## وصلات خارجية
- غوردون بارسونز على موقع IMDb (الإنجليزية)
- غوردون بارسونز على موقع ميوزك برينز (الإنجليزية)
- غوردون بارسونز على موقع ديسكوغز (الإنجليزية)